# 米哈伊洛·鮑里修克
米哈伊洛·德米亚诺维奇·鲍里修克（烏克蘭語：Михайло Дем'янович Борисюк；1934年11月21日—），烏克蘭技术科学博士，教授，将军，烏克蘭英雄。他曾担任国营企业莫罗佐夫设计局的总设计师。作为国立技术大学“哈尔基夫理工学院”轮式和履带式机械系的教授，鲍里修克在学术界也享有盛誉。他同时担任“乌克兰装甲技术”集团公司的董事长，并在乌克兰国家安全与防卫委员会下属的科学技术安全问题跨部门委员会中任职。自2000年3月起，他还是乌克兰总统科学和科技政策委员会的成员。